# Broken-Hill-Streik
Der Broken-Hill-Streik (englisch: Broken Hill Strike) war der erste Streik der Bergarbeiter im australischen Broken Hill im Jahre 1892. Broken Hill in New South Wales ist nicht nur das bedeutendste Zentrums des Abbaus von Blei-Silber-Zink-Erzen Australiens in dem seit 1848 Bergbau betrieben wird, sondern ein bedeutsamer Ort der australischen Gewerkschaftsbewegung, weil dort zahlreiche Bergarbeiter-Streiks stattfanden. Der erste Broken Hill Strike ist Teil der Streikbewegungen in der australischen Wirtschaftsdepression von 1889 bis 1894 mit dem Maritime-Streik (1890), Schafscherer-Streik (1891) und Zweiten Schafscherer-Streik (1894).

## Vorgeschichte
Die Bergarbeiter in Broken Hill waren seit 1884 in der Barrier Ranges Miners’ Association gewerkschaftlich organisiert und kurz danach der Amalgamated Miners’ Association (AMA) beigetreten, die die Bergarbeiter in Australien und Neuseeland zusammenfasste.:S. 4 Die Bergarbeiter in der Region von Broken Hill hatten 1889 durchgesetzt, dass nur gewerkschaftlich organisierte Arbeiter in den Bergwerken beschäftigt werden und wendeten damit das Prinzip des Closed Shop erfolgreich an.

## Streikverlauf
In der Wirtschaftskrise zu Beginn der 1890er Jahre in Australien gab es einen starken Verfall der Rohstoffpreise, der Silberpreis war um 15 Prozent gefallen und die Manager der Bergwerks-Aktiengesellschaften versuchten die Produktionskosten durch Lohnsenkungen zu minimieren. Dabei wollten die Arbeitgeber entgegen dem Prinzip Closed Shop „Freedom of Contract“ durchsetzen.
Im Verlauf des Streiks fanden zahlreiche Kundgebungen und Demonstrationen der Streikenden in Broken Hill statt. Sieben Streikführern wurden wegen angeblicher Verschwörung am 16. September 1892 verhaftet, die Mitglieder der lokalen Australian Socialist League waren. Josiah Thomas, ein Friedensrichter und Beauftragter einer königlichen Kommission zur Überwachung der Zechen und Bergbau-Vorsteher kritisierte den Gerichtshof in New South Wales wegen dieser Verhaftung scharf und wurde deshalb als Richter entlassen. An dieser Streikbewegung war auch John Holman beteiligt, ein späteres Mitglied des Parlaments in Western Australia, der ein Minenarbeiter war und später als Journalist arbeitete.
Um den Streik zu beenden, sandte Edmund Barton, der später der erste Premierminister von New South Wales wurde, bewaffnete Polizisten nach Broken Hill. Die Arbeitgeber setzten nicht gewerkschaftlich organisierte Arbeiter in den Bergwerken ein. 
In dieser politisch brisanten Atmosphäre sollen die Bergarbeiter ihren Frauen angeraten haben, ihre Wohnungen nicht zu verlassen. Die etwa 5000 Streikenden resignierten und der 18 Wochen dauernde Streik, der am 2. Juli begann, endete in einer Niederlage der Gewerkschaften. Die AMA verlor nach diesem Streik die Hälfte ihrer Mitglieder.:S. 5